# レジオネラ
レジオネラ (Legionella) は、レジオネラ属に属する細菌の総称であり、グラム陰性の桿菌。レジオネラ肺炎（在郷軍人病）等多くのレジオネラ症を引き起こす種を含む。通性細胞内寄生性菌である。
重言であるが「レジオネラ菌」という表記もされ、厚生労働省などの文書にも散見される。

## 発見
1976年にアメリカ合衆国ペンシルベニア州米国在郷軍人会の大会が開かれた際、参加者と周辺住民221人が原因不明の肺炎にかかり、一般の抗生剤治療を行なったが34人が死亡した。ウイルス、リケッチア等が原因の候補に挙げられたがそれらしいものは検出されず、新種のグラム陰性桿菌が患者の肺から多数分離された。発見された細菌は在郷軍人 (legionnaire) にちなんで Legionella pneumophila と名づけられた。種形容語の pneumophila は、本菌が肺に感染することから、「肺（ギリシア語でpneumōn）を好む (-phil)」を意味する。この集団感染事例は、在郷軍人会の大会会場近くの建物の冷却塔から飛散したエアロゾルに起因していたとされている。

## 特徴
レジオネラ属菌は2 - 5µm位の好気性グラム陰性の桿菌で、一本以上の鞭毛を持っている。
通常の細菌検査用培地では生育しないが、これはグルコースなどの糖を利用できない事に起因する。このため培養の際にはレジオネラがエネルギー源および炭素源として利用できるシステインやセリン、スレオニンなどの特定のアミノ酸を加える必要がある。特にシステインは必須である。脂肪酸により発育阻害を受けるためこれらを除去しなければならない。また、有機鉄も要求する。培養条件は厳しく、pHが6.7〜7.0でないと増殖せず、至適温度は36°Cである。分裂周期は数時間で、増殖には時間がかかり、バンコマイシン等の抗生物質を加え他の菌の生育を抑えて培養する。
環境中では人工培地とは異なり幅広い環境で生育可能である。主に沼や河川などの水の中や、土壌に存在している自然環境中の常在菌の一種としても知られる。レジオネラは通性細胞内寄生性であり、これらの場所ではアメーバなどの原生生物など他の生物の細胞内に寄生したり、藻類と共生しており、これによってさまざまな環境での生育が可能になっている。上記の人工培養条件下で必要とされる厳しい栄養要求は、当然のことながら他の生物の細胞内では容易に得られるものである。水中でも長期間（ - 数年）生存できる。
ヒトの生活する環境においても、大量の水を溜めて利用する場所でレジオネラが繁殖する場合が知られている。特に Legionella pneumophila は、空調設備に用いる循環水や入浴施設においてよく見られ、しばしばこれらの水を利用する際に発生する微小な水滴（エアロゾル）を介してヒトに感染する。
レジオネラを含んだエアロゾルがヒトに吸入されると、レジオネラは肺胞に到達し、そこで肺胞のマクロファージに貪食される。しかし、レジオネラは通性細胞内寄生性であり、その殺菌機構を逃れてマクロファージ内で増殖することが可能である（→サルモネラのマクロファージでの増殖参照）。レジオネラはマクロファージに取り込まれる際に出来る食胞に作用し、食胞膜の性質を変化させてリソソームとの結合性を失わせるとともに、その変化した食胞 (LCV, Legionella containing vesicle) 内で増殖する。LCVは、粗面小胞体と同様にリボソームが表面に結合した、多重の膜構造を持つ小胞であり、この小胞を形成することでレジオネラは分解されることなく細胞内に感染することが可能だと考えられている。

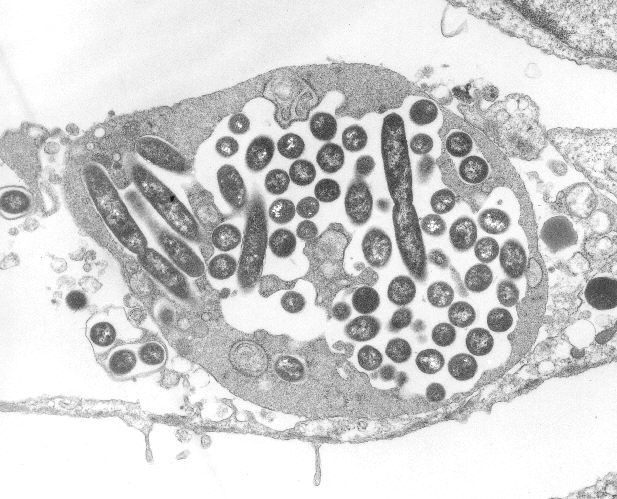
肺線維芽細胞で増殖する L. pneumophila

人工環境では、レジオネラはしばしばアカントアメーバなどのアメーバ類に寄生していることが知られているが、この生活様式が衛生学上、レジオネラを除去しにくいことに関わっている。これらの自由生活アメーバは浴槽などの表面に形成されるバイオフィルムに付着して生活していることが多いため、循環式の濾過処理設備から逃れて増殖可能である。レジオネラ自身、単独でもバイオフィルムの形成が可能である。またバイオフィルムの存在と、アメーバの細胞内に寄生していることによって、レジオネラに対して消毒薬が直接到達しにくいため、消毒薬の効果が妨げられる。さらに自由生活アメーバの中には、生育環境が悪化するとシスト（嚢子、のうし）と呼ばれる、耐久型の構造を形成するものがあり、この状態では熱や消毒薬に対する抵抗性が増加するため、内部のレジオネラが保護される形になって完全な除菌が難しくなるという問題が生じる。

## 病原性
レジオネラは環境中に普通に存在する菌であり、通常では感染症を引き起こすことは少ない。しかしながら感染しやすい環境に示すような環境下では、特に高齢者等抵抗力の少ない人々にとって、主にレジオネラ属の一種、L. pneumophila が、ヒトのレジオネラ感染症（レジオネラ肺炎およびポンティアック熱）の原因になる。

## 下位分類（種）
レジオネラ属は以下の種を含む(2024年9月現在)。

### IJSEMに正式承認されている種
- Legionella adelaidensis

Benson et al. 1991
- Legionella anisa　レジオネラ・アニサ

Gorman et al. 1985
- Legionella antarctica

Shimada et al. 2022
- Legionella beliardensis　レジオネラ・ベリアルデンシス

Lo Presti et al. 2001
- Legionella birminghamensis　レジオネラ・ビルミングハメンシス

Wilkinson et al. 1988
- Legionella bononiensis

Girolamini et al. 2022
- Legionella bozemanae

corrig. (Garrity et al. 1980) Brenner et al. 1980
- Legionella brunensis　レジオネラ・ブルネンシス

Wilkinson et al. 1989
- Legionella busanensis　レジオネラ・ブサネンシス

Park et al. 2003
- Legionella cardiaca

Pearce et al. 2012
- Legionella cherrii　レジオネラ・チェリイ

Brenner et al. 1985
- Legionella cincinnatiensis　レジオネラ・シンシナチエンシス

Thacker et al. 1989
- Legionella drancourtii

La Scola et al. 2004
- Legionella dresdenensis

Lück et al. 2010
- Legionella drozanskii

Adeleke et al. 2001
- Legionella dumoffii　レジオネラ・デュモフィ

Brenner et al. 1980
- Legionella erythra　レジオネラ・エリスラ

Brenner et al. 1985
- Legionella fairfieldensis

Thacker et al. 1991
- Legionella fallonii

Adeleke et al. 2001
- Legionella feeleii　レジオネラ・フェレイ

Herwaldt et al. 1984
- Legionella geestiana

Dennis et al. 1993
- Legionella gormanii　レジオネラ・ゴルマニィ

Morris et al. 1980
- Legionella gratiana　レジオネラ・グラチアナ

Bornstein et al. 1991
- Legionella gresilensis　レジオネラ・グレシレンシス

Lo Presti et al. 2001
- Legionella hackeliae　レジオネラ・ハッケリエ

Brenner et al. 1985
- Legionella impletisoli

Kuroki et al. 2007
- Legionella israelensis　レジオネラ・イスラエレンシス

Bercovier et al. 1986
- Legionella jamestowniensis　レジオネラ・ジャメストウニエンシス

Brenner et al. 1985
- Legionella jordanis　レジオネラ・ヨルダニス

Cherry et al. 1982
- Legionella lansingensis　レジオネラ・ランシンジェンシス

Thacker et al. 1994
- Legionella londiniensis

Dennis et al. 1993
- Legionella longbeachae　レジオネラ・ロングビーチ

McKinney et al. 1982
- Legionella lytica　レジオネラ・リチカ

(Drozanski 1991) Hookey et al. 1996
- Legionella maceachernii　レジオネラ・マセアチェルニ

Brenner et al. 1985
- Legionella maioricensis

Crespi et al. 2023
- Legionella massiliensis

Campocasso et al. 2012
- Legionella micdadei　レジオネラ・ミクダデイ

(Garrity et al. 1980) Hébert et al. 1980
- Legionella moravica　レジオネラ・モラビカ

Wilkinson et al. 1989
- Legionella nagasakiensis

Yang et al. 2012
- Legionella nautarum

Dennis et al. 1993
- Legionella norrlandica

Rizzardi et al. 2015
- Legionella oakridgensis　レジオネラ・オークリジェンシス

Orrison et al. 1983
- Legionella parisiensis　レジオネラ・パリシエンシス

Brenner et al. 1985
- Legionella pneumophila　レジオネラ・ニューモフィラ

Brenner et al. 1979 (Approved Lists 1980)
- Legionella qingyii

Wu et al. 2019
- Legionella quateirensis　レジオネラ・クアテイレンシス

Dennis et al. 1993
- Legionella quinlivanii

Benson et al. 1990
- Legionella resiliens

Cristino et al. 2024
- Legionella rowbothamii　レジオネラ・ロウボサミ

Adeleke et al. 2001
- Legionella rubrilucens　レジオネラ・ルブリルセンス

Brenner et al. 1985
- Legionella sainthelensi　レジオネラ・セイントヘレンシ

Campbell et al. 1984
- Legionella santicrucis　レジオネラ・サンチクルシス

Brenner et al. 1985
- Legionella saoudiensis

Bajrai et al. 2016
- Legionella septentrionalis

Li et al. 2021
- Legionella shakespearei　レジオネラ・シェイクスピアレイ

Verma et al. 1992
- Legionella spiritensis　レジオネラ・スピリテンシス

Brenner et al. 1985
- Legionella steelei

Edelstein et al. 2012
- Legionella steigerwaltii　レジオネラ・スタイガーワルチイ

Brenner et al. 1985
- Legionella taurinensis

Lo Presti et al. 1999
- Legionella thermalis

Ishizaki et al. 2016
- Legionella tucsonensis　レジオネラ・ツクソネンシス

Thacker et al. 1990
- Legionella tunisiensis

Campocasso et al. 2012
- Legionella wadsworthii　レジオネラ・ワドスワヒ

Edelstein et al. 1983
- Legionella waltersii

Benson et al. 1996
- Legionella worsleiensis

Dennis et al. 1993
- Legionella yabuuchiae

Kuroki et al. 2007
- Legionella bozemanii　レジオネラ・ボゼマニイ

(Garrity et al. 1980) Brenner et al. 1980

### IJSEMに未承認の種
- "Legionella clemsonensis"

Palmer et al. 2016
- "Legionella donaldsonii"

Lo Presti et al. 1999
- "Legionella indianapolisensis"

Relich et al. 2018
- "Candidatus Legionella jeonii"

Park et al. 2004
- "Candidatus Legionella polyplacis"

Rihova et al. 2017
- Legionella pittsburghensis

Pasculle et al. 1980